# Dłużynka wilczomleczowa
Dłużynka wilczomleczowa (Oberea erythrocephala) – gatunek chrząszcza z rodziny kózkowatych (Cerambycidae) i podrodziny zgrzypikowych (Lamiinae).

## Opis
Ciało imago smukłe i podłużne, widocznie owłosione, o długości 9-14 mm. Głowa czerwona lub czarna. Czułka czarne. Przedplecze czarne, najczęściej z czerwoną, rozmytą i rozległą plamą na środku lub w pełni pomarańczowe. Pokrywy szare, czarno punktowane, nieco szersze u nasady. Nogi pomarańczowe. Odwłok ciemny, na końcu pomarańczowy. 

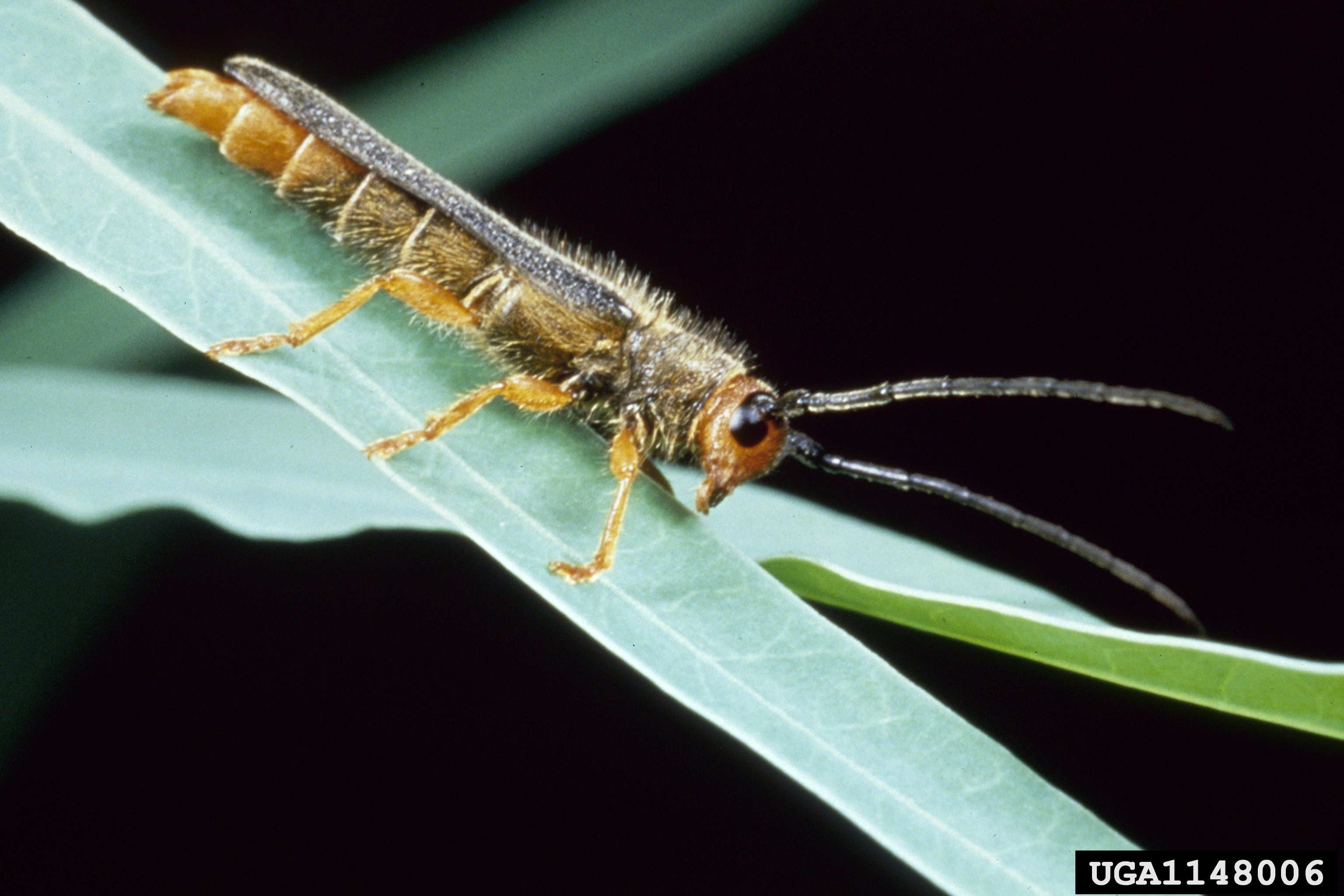
Widok z boku
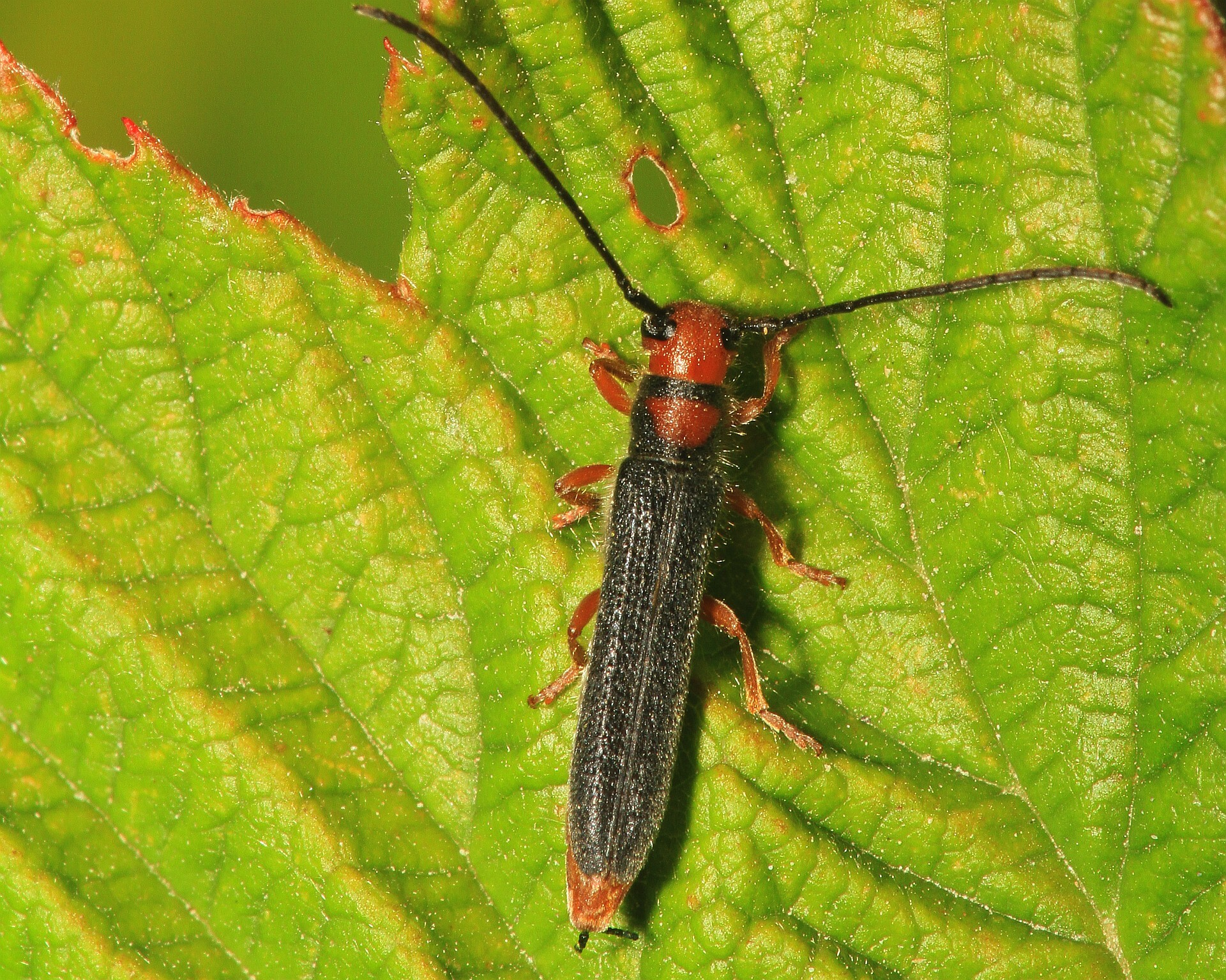
Forma z czarnym przedpleczem i czerwoną plamą na środku
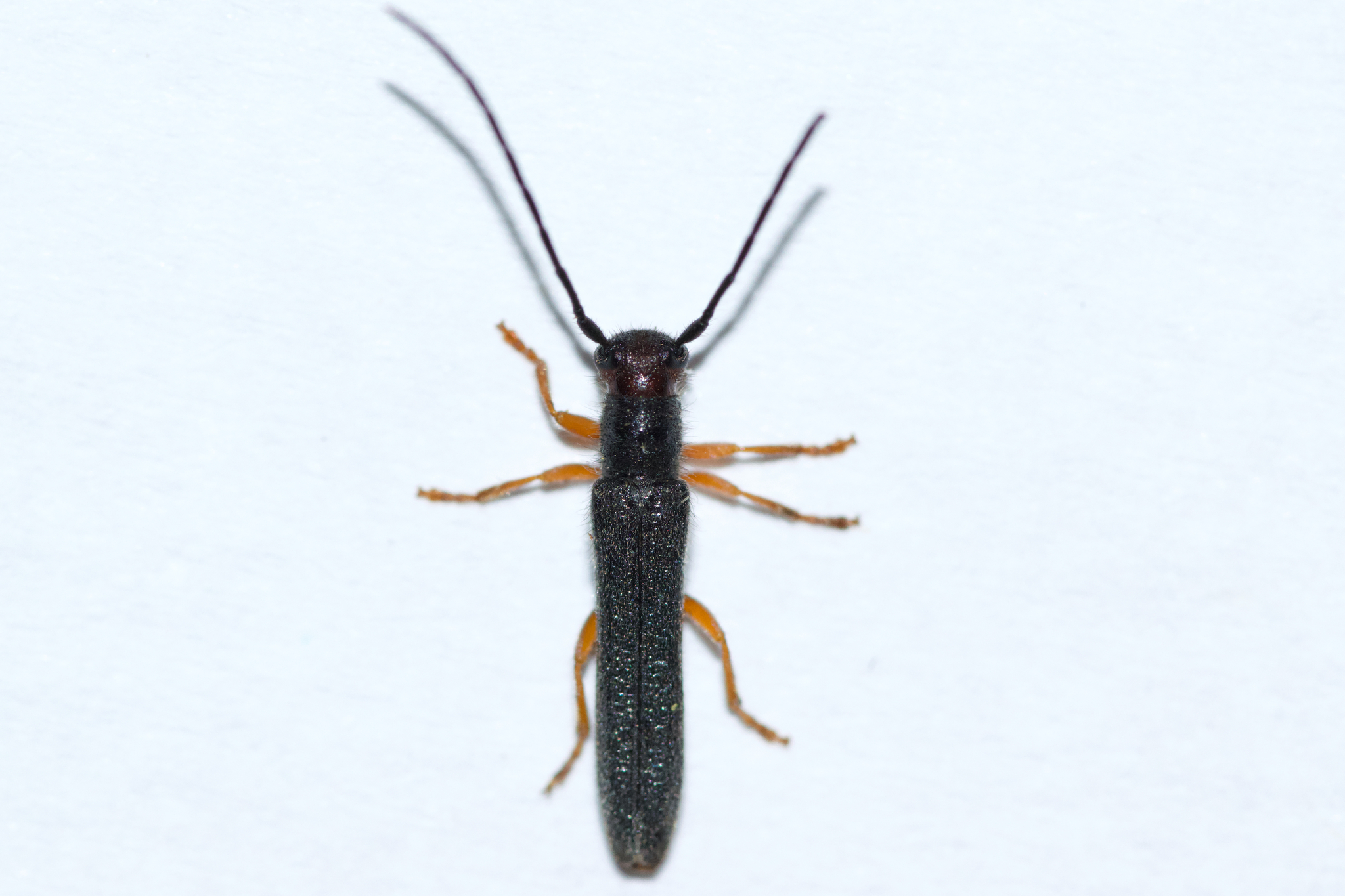
Forma z czarną głową

## Biologia

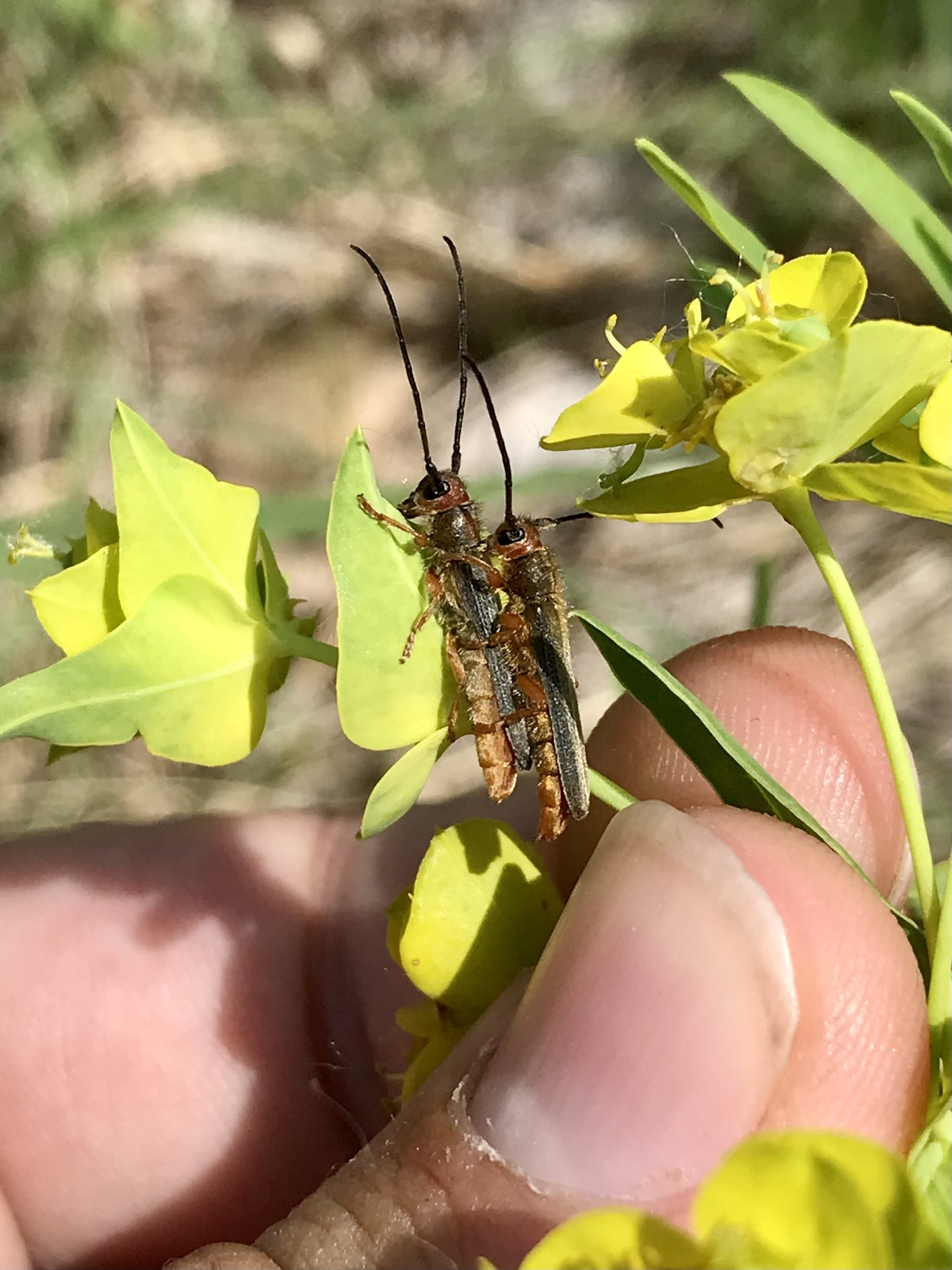
In copula

Imagines pojawiają się w maju i są aktywne do lipca. Zamieszkują łąki, miedze, skraje lasów i inne obszary, na których rosną rośliny z rodzaju wilczomlecz (Euphorbia), będące źródłem pokarmu dla chrząszczy. Żerowanie stwierdzono np. na wilczomleczu sosnce (E. cyparissias), wilczomleczu lancetowatym (E. esula) czy wilczomleczu szerokolistnym (E. platyphyllos). Samica składa jaja pojedynczo na łodygach w nacięciach zrobionych żuwaczkami. Po wykluciu larwa wdrąża się do rdzenia i wyrabia tunel do szyi korzeniowej, a później żeruje w korzeniu rośliny. Po przezimowaniu żeruje dalej, niekiedy przechodząc do sąsiedniej łodygi. Następnie dochodzi do przepoczwarzenia w specjalnie wyżłobionej komorze poczwarkowej. Cykl larwalny trwa od roku do dwóch lat. Postacie dorosłe żywią się liśćmi i pędami wilczomleczy.

## Występowanie
Gatunek pierwotnie palearktyczny. Zamieszkuje południową, środkową i wschodnią część Europy, Kaukaz, Azję Mniejszą oraz Ural Południowy. Pojedyncze obserwacje także z północy Afryki.
Dłużynka wilczomleczowa została zawleczona do Ameryki Północnej w latach 80 XX wieku, w celu walki z plagą inwazyjnego tam wilczomleczu lancetowatego.
W Polsce uznawana za gatunek nieliczny, obserwowany rzadko.